# Kleine Burgstraße

Die Lage der Kleinen Burgstraße (rot markiert)

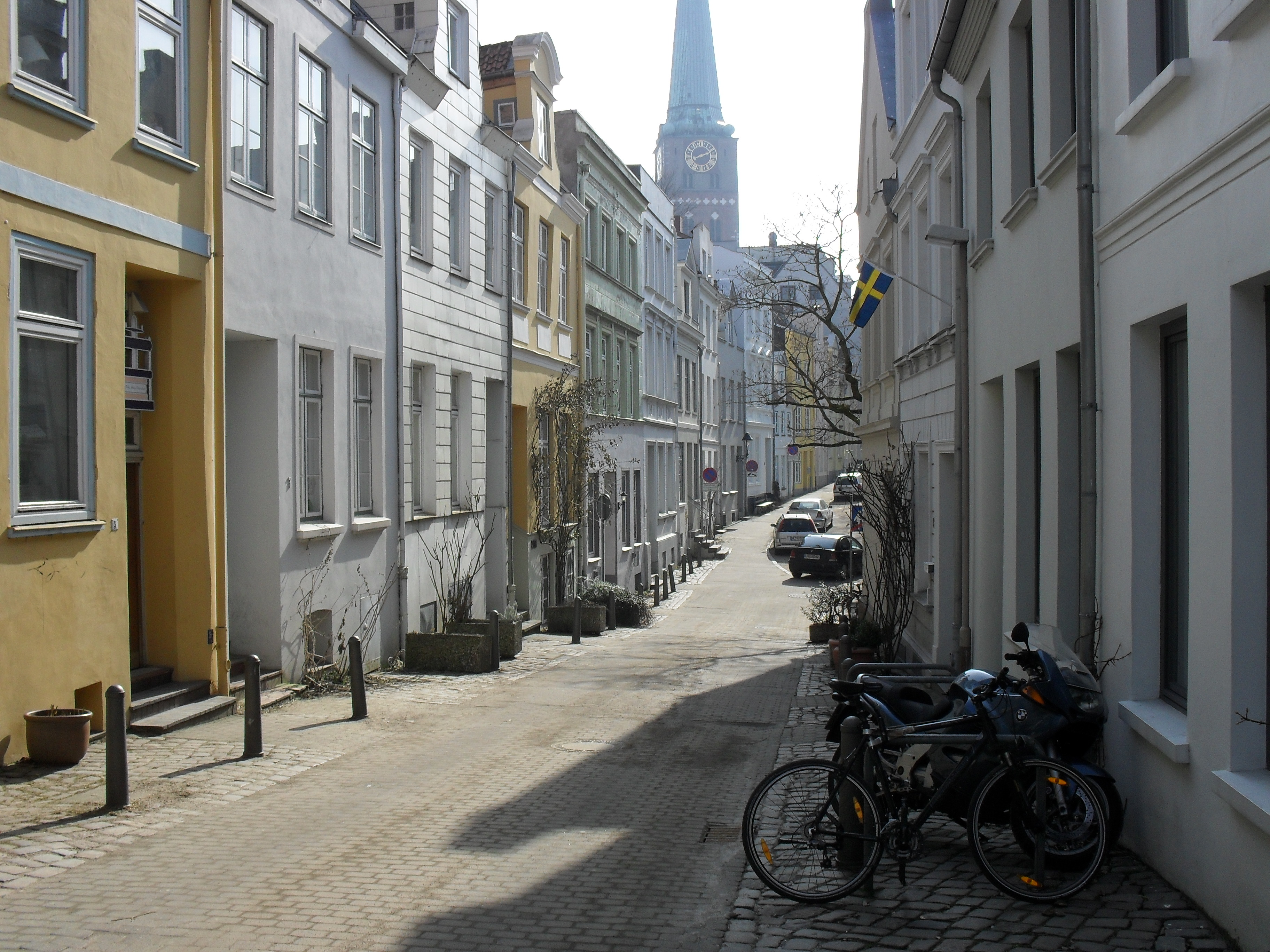
Die Kleine Burgstraße

Von 1706 bis 1901 standen anstelle der heutigen Ernestinenschule die Bernstorffschen Kurien

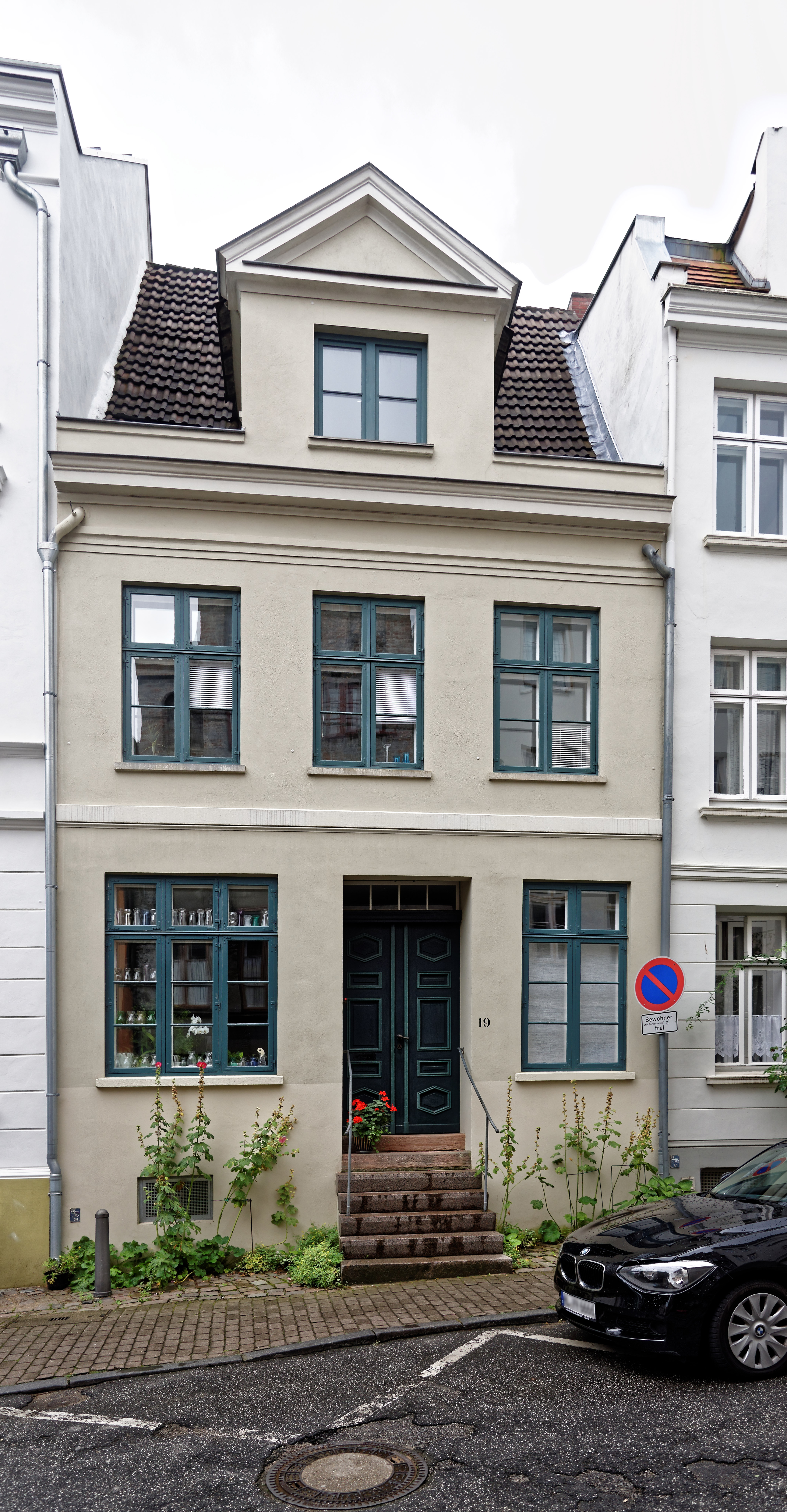
Die Kleine Burgstraße 19

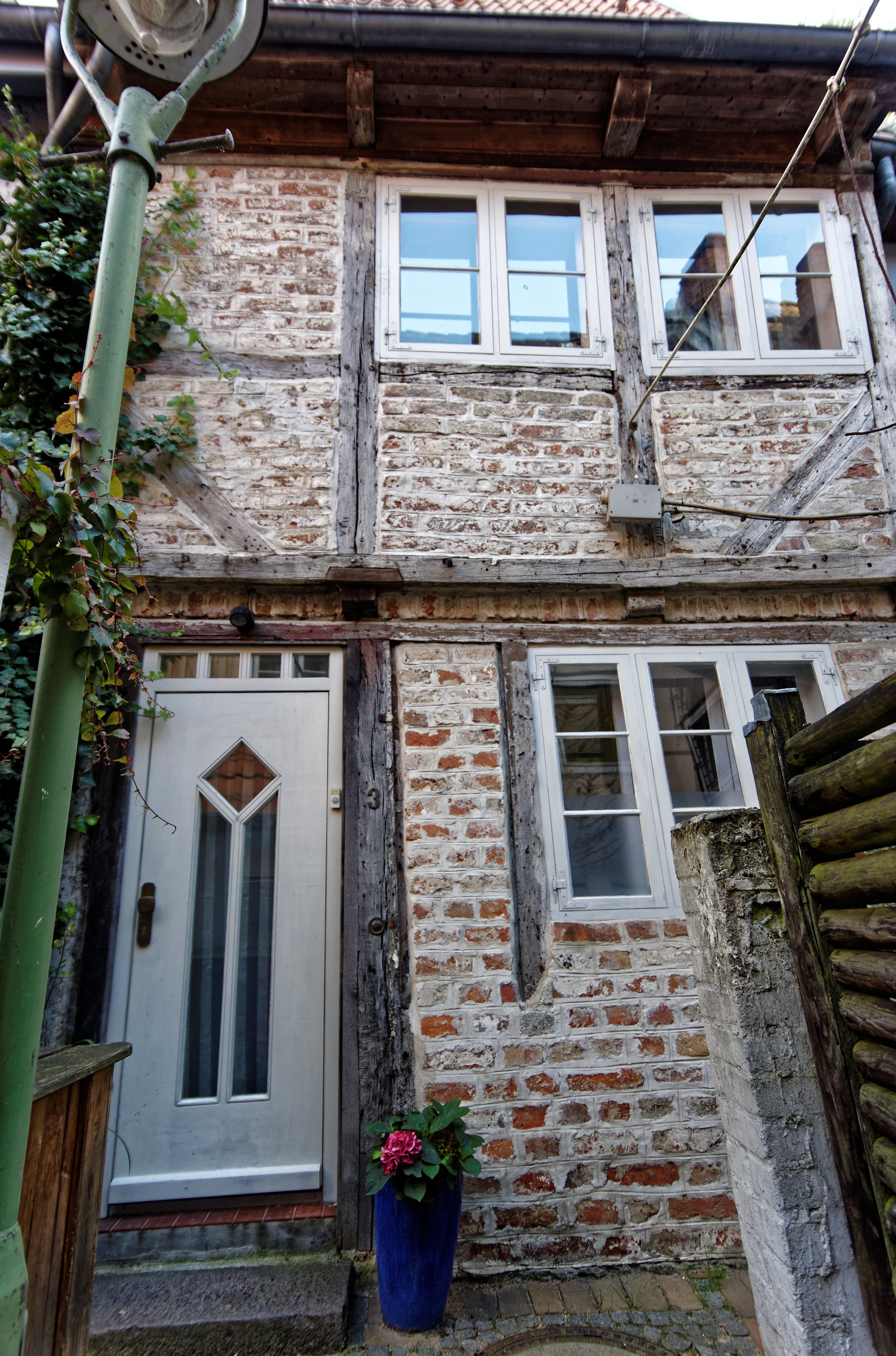
Die Kleine Burgstraße 31 Haus 3

Die Kleine Burgstraße ist eine Straße der Lübecker Altstadt. Die etwa 160 Meter lange Kleine Burgstraße befindet sich im Nordwesten der Altstadtinsel, im Marien-Magdalenen Quartier. Sie beginnt am Portal des Burgklosters beim Zusammentreffen der Straßen Hinter der Burg und Burgtreppe und verläuft südwärts, wobei von Nordwesten kommend die Kleine Altefähre einmündet. Bei der Ernestinenschule schließlich endet die Kleine Burgstraße an der Nordecke des Kobergs.

## Geschichte
Erstmals urkundlich erwähnt wird die heutige Kleine Burgstraße im Jahre 1334 mit dem lateinischen Namen Vicus quo descenditur de cimiterio fratrum predicatorum ad Oldenvere, also „Gasse, die hinabführt vom Kirchhof der Predigerbrüder (womit die Dominikaner des Burgklosters gemeint waren) – bei der Altefähre“. Auch in der Folgezeit leiteten sich die belegten lateinischen Bezeichnungen von den Dominikanern ab: 1390 Versus predicatores („nach den Predigern“), 1391 Ad praedicatores („bei den Predigern“) sowie Vicus quo itur de Koberge ad praedicatores („Gasse, die vom Koberg zu den Predigern führt“), 1428 Apud predicatores („nahe den Predigern“).
Der 1460 erstmals verzeichnete niederdeutsche Name der Straße nimmt jedoch keinerlei Bezug auf die Dominikaner. Stattdessen lautet er, in Anlehnung an die parallel verlaufende bedeutendere Burgstraße, Lütte Borchstrate („kleine Burgstraße“). Diese Benennung hielt sich und wurde 1852 in der hochdeutschen Fassung Kleine Burgstraße amtlich festgelegt. In der Kleinen Burgstraße 20 befand sich früher der Hof des Deutschen Ordens in Lübeck, der spätere Pockenhof.

## Bauwerke
- Kleine Burgstraße 2: 1805 errichtetes klassizistisches Haus
- Kleine Burgstraße 11: Auf die Jahre 1290–1292 zurückgehendes klassizistisches Haus von 1795
- Kleine Burgstraße 16: Auf das Jahr 1299 zurückgehendes Renaissance-Treppengiebelhaus von 1594
- Kleine Burgstraße 19: Auf das Jahr 1337 zurückgehendes Haus mit etwa 1800 errichteter klassizistischer Fassade
- Kleine Burgstraße 22, Kranen-Konvent: 1283 errichtetes backsteingotisches Konventsgebäude
- Kleine Burgstraße 24–26, Ernestinenschule: 1904 errichtetes Schulgebäude im Stil des Historismus
- Kleine Burgstraße 31, Linhöfts Gang, Haus 3: Gangbude des 16. Jahrhunderts
  - siehe auch Liste abgegangener Lübecker Bauwerke#Kleine Burgstraße für nicht mehr vorhandene Bauwerke.

## Gänge und Höfe
Von der Kleinen Burgstraße gehen oder gingen folgende Lübecker Gänge und Höfe ab (nach Hausnummern):
- 15: Boys Gang (abgängig)
- 18: Pockenhofsgang zum Engelswisch
- 31: Lienhöfts Gang